# Le Chat du rabbin (film, 2011)
Pour la bande dessinée originale, voir Le Chat du rabbin.
Pour plus de détails, voir Fiche technique et Distribution.
Le Chat du Rabbin est un film d'animation français réalisé par Joann Sfar et Antoine Delesvaux, sorti le 1er juin 2011 sur les écrans français. Il s'agit d'une adaptation en long-métrage d'animation des tomes 1, 2 et 5 de la série de bandes dessinées éponyme de Joann Sfar, dont le personnage principal est le chat d'un rabbin d'Alger qui acquiert la parole après avoir mangé un perroquet et se met en tête de faire sa bar-mitsva. Le film est réalisé en animation traditionnelle 2D, mais utilise la 3D relief. Il a obtenu le Cristal du long métrage lors du festival d'Annecy 2011.

## Synopsis

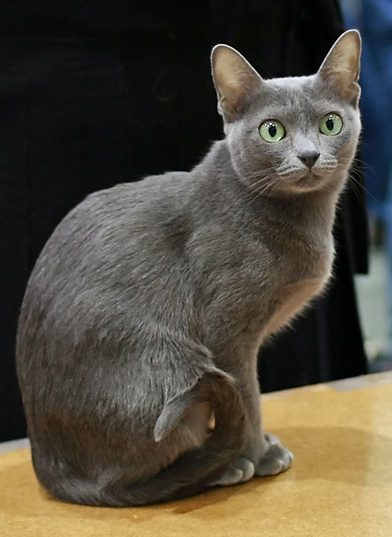
Le chat d'un rabbin est certainement un korat.

Au début des années 1930, le chat d'un rabbin de la casbah d'Alger raconte sa vie et ses dialogues avec son maître. Le chat du rabbin Sfar voit son paisible quotidien bouleversé le jour où il acquiert subitement le don de parole après avoir dévoré le perroquet de la maison. Le rabbin refusant de le laisser fréquenter davantage sa fille Zlabya, que le chat aime profondément, tous deux se lancent dans une discussion théologique à l'issue de laquelle le chat se met dans l'idée de se convertir au judaïsme et de faire sa bar-mitsva. Une visite chez le rabbin du rabbin, un vieil homme aigri, donne lieu à une dispute tout aussi âpre. La vie du chat devient beaucoup moins tranquille. Peu après, le rabbin reçoit une lettre de l'administration coloniale française qui le convoque à une épreuve de dictée, condition sine qua non pour devenir rabbin officiel de son quartier. Malgré son entraînement en compagnie du chat, le rabbin est persuadé qu'il ne réussira pas le concours. Le chat transgresse un interdit en prononçant à voix haute « Adonaï », l'un des noms de Dieu, dans l'espoir de provoquer un miracle, mais il perd aussitôt la parole. Quelques jours après, le rabbin reçoit la visite du malka des lions, dont toutes les femmes raffolent. Le jour de l'arrivée du malka, le rabbin reçoit ses résultats, mais il refuse d'ouvrir le courrier, et, persuadé d'avoir échoué, va se distraire à la campagne en compagnie de son vieil ami l'imam Sfar ; en ouvrant finalement le courrier, tous deux s'aperçoivent que le rabbin a réussi l'épreuve.
Peu après, le rabbin reçoit de Russie une caisse pleine de Talmuds, envoyée par un village juif en butte aux persécutions des Russes. En ouvrant la caisse, le rabbin et ses invités y découvrent un jeune homme russe inanimé, qu'ils croient d'abord mort. Revenu à la vie, le Russe se révèle peintre, mais personne ne peut communiquer avec lui, sauf le chat ; le Russe dit connaître un nommé Vastenov, inconnu du rabbin. Le rabbin part en quête d'un interprète, et, en visitant l'église orthodoxe d'Alger, y rencontre Vastenov, qui se révèle un bon vivant excentrique et colérique. Une fois la conversation nouée par l'intermédiaire de Vastenov, le Russe raconte son histoire, puis montre à ses nouveaux compagnons les preuves de l'existence d'une Jérusalem légendaire située en Éthiopie, peuplée de juifs noirs parlant encore araméen. Il finit par les convaincre de monter une expédition, pour laquelle Vastenov prête une autochenille remontant à l'expédition Citroën de 1925. Le rabbin Sfar, l'imam Sfar, le chat, l'âne, Vastenov et le peintre russe s'embarquent alors pour un périple qui les mène jusqu'en Afrique noire. Ils y affrontent toutes sortes de dangers. Le chat manque de mourir après avoir été piqué par un scorpion, et l'expédition doit s'arrêter en urgence chez une tribu d'islamistes susceptibles afin de le faire soigner ; malgré les recommandations de l'imam Sfar de ne pas parler de religion à leur table, une altercation se produit au cours de laquelle Vastenov, provoqué en duel par un jeune fanatique, le tue avant d'être tué à son tour par les autres guerriers. Dans l'intervalle, le chat, guéri, a même retrouvé la parole, mais a aussi appris à se taire. L'expédition poursuit son périple, croise des girafes, des hippopotames, des crocodiles, et Tintin qui s'avère être un insupportable colon. Un soir, le peintre russe rencontre dans un cabaret une belle serveuse dont il tombe amoureux. Seuls tous deux, accompagnés du chat, ont la persévérance d'aller jusqu'au bout du voyage, et découvrent enfin la Jérusalem éthiopienne, réellement peuplée de géants à peau noire qui parlent araméen. Mais ils s'avèrent désespérément hostiles, surtout lorsque le chat, voyant un jeune homme faire sa bar-mitsva, essaie de les persuader de le laisser faire la sienne. L'expédition n'a plus qu'à rebrousser chemin, et le chat souhaite, une fois de retour, vivre le reste de sa vie auprès de sa belle maîtresse.

## Fiche technique
- Titre français : Le Chat du Rabbin
- Réalisation : Joann Sfar et Antoine Delesvaux
- Scénario : Joann Sfar et Sandrina Jardel d'après la bande dessinée Le Chat du rabbin de Joann Sfar
- Directeur d'animation : Jean-Christophe Dessaint[3]
- Décors : Zyk[3]
- Musique : Olivier Daviaud[3]
- Son : Daniel Sobrino, Jean Goudier, Cyril Holtz, Damien Lazzerini
- Montage : Maryline Monthieux[3]
- Casting : Stéphane Batut
- Producteurs : Joann Sfar, Clément Oubrerie et Antoine Delesvaux
- Production : Autochenille Production, TF1, France 3 Cinéma, en association avec Sofica Valor 7, avec la participation de France Télévisions, Canal+ et CinéCinéma
- Distribution : UGC Distribution (France), Monopole-Pathé (Suisse)
- Budget : 12,5 millions d'euros [4]
- Pays d'origine :  France
- Langue : français
- Dates de sortie :
  - France : 1er juin 2011
  - Suisse (version francophone) : 1er juin 2011
  - Suisse (version germanophone) : 15 septembre 2011[5]
- Dates de sortie DVD :
  - France : 5 octobre 2011
- Durée : 100 minutes
- Classification :
  - France (CNC) : tous publics ou -10[6]
  - Suisse (Cantons de Genève et de Vaud) : âge légal : 7 ans, âge suggéré : 14 ans[7]

## Distribution
- François Morel : Le Chat (Alain Chabat était originellement annoncé pour ce rôle.)[8]
- Hafsia Herzi : Zlabya
- Maurice Bénichou : Le Rabbin Sfar et Le Lion
- Fellag : Le cheikh Mohammed Sfar
- Jean-Pierre Kalfon : Le Malka des lions
- François Damiens : Tintin
- Mathieu Amalric : Le prince
- Éric Elmosnino : Le professeur Soliman
- Daniel Cohen : Le Rabbin du rabbin
- Marguerite Abouet : L'Africaine
- Wojciech Pszoniak : Vastenov
- Alice Houri : Knidelette
- Sava Lolov : Le jeune peintre russe
- Karine Testa et Siham Gharnit : Les copines
- Jean-Claude Frissung : Le curé
- John Pucc : Le chef de la tribu
- Pascal N'zonzi : Le 1er géant
- Binda Ngazolo : Le 2ème géant
- Anita Gabay et Sophie Bikart : Les fillettes
- Aimé-Junior Moembo : Le petit garçon
- Olivier Broche : Le perroquet
- Didier Brice : Le serveur et Le 1er livreur
- Jean-Pierre Amiel : Le peintre français et Le 2ème livreur
- Laurent Lévy : Le Circonciseur et L'Âne
- Laurentine Milebo : La Géante Araméenne
- Roch Banzouzi : Le géant Araméen et Le Bédouin
- Djanis Bouzyani : Le Disciple
- David Rit : Le Professeur de dictée et Le Marin
- Joann Sfar : Le Juif de la malle

## Production
Après le succès de la bande dessinée Le Chat du rabbin, son auteur, Joann Sfar, se voit proposer à plusieurs reprises des projets d'adaptations, mais les refuse, et décide finalement de réaliser lui-même une adaptation en film d'animation. Joann Sfar s'associe avec le dessinateur Clément Oubrerie et Antoine Delesvaux, et tous trois cofondent le studio de production Autochenille Production ; le projet est annoncé en juin 2007 à Cannes, peu après la sortie du film d'animation Persépolis adapté de la bande dessinée éponyme de Marjane Satrapi. Sfar et Sandrina Jardel écrivent un scénario original qui mêle librement des éléments tirés des tomes 1, 2 et 5 de la bande dessinée. Le studio Autochenille fonde son propre studio d'animation, Banjo Studio, et recrute une équipe d'animateurs qui comprend de nombreux débutants, beaucoup venus de l'École des Beaux-arts (comme Sfar), ainsi que quelques vétérans comme le directeur d'animation Jean-Christophe Dessaint, et Zyk qui réalise les décors. Sfar a également recours à une partie de l'équipe avec laquelle il avait travaillé pour son premier film, Gainsbourg, vie héroïque (qui n'était pas un film d'animation), dont Maryline Monthieux qui assure le montage et Olivier Daviaud qui compose la bande originale du film. 
Les voix des personnages et la musique du film sont enregistrées avant le début de l'animation proprement dite, qui est ensuite réalisée pour leur correspondre au plus près. La musique est composée par Olivier Daviaud, qui avait déjà travaillé avec Sfar pour Gainsbourg, vie héroïque et s'associe avec l'Amsterdam Klezmer Band et les musiciens d'Enrico Macias pour mettre au point et enregistrer en studio la musique du film dans un délai très court. Les acteurs chargés des voix sont costumés et filmés afin de fournir une source d'inspiration aux animateurs dans le rendu des gestes et des expressions. La sortie du film, prévue dans un premier temps pour 2009, a été repoussée pour des questions de méthodologie ainsi que par la décision tardive prise par le réalisateur d'adapter le film à la technologie de la 3D relief. De ce fait, une partie de l'assistanat, dont la mise au propre et la mise en couleurs, a dû être sous-traitée en Chine.

## Accueil critique

### En France
À sa sortie en France le 1er juin 2011, le film reçoit un accueil globalement positif dans la presse. Le 5 juin, le site AlloCiné attribue au film une moyenne de 3,5 sur une échelle de 5, fondée sur 20 critiques de presse. L'une des critiques les plus favorables est celle du quotidien Le Parisien : Pierre Vavasseur donne au film la note maximale (trois étoiles). Selon lui, le film est « un pur plaisir, variation habile et infiniment colorée sur l'art et la manière de vivre ensemble en dépit des communautarismes », et il en loue le « bouillon de cultures aux multiples arômes et aux paysages soignés » ; il rapproche l'émergence du style de Sfar en animation à celle du style de Marjane Satrapi dans Persépolis. Dans le quotidien Libération, Éric Loret loue l'utilisation de la 3D refusant le clinquant ; selon lui, le film « enchante poliment (…) à tel point qu’un poil de piment supplémentaire ne l’aurait peut-être pas gâté », mais il souligne « la sobriété de la narration » due à « l’équilibre médité du discours de Sfar », qui « (démonte) la mesquinerie religieuse (...) avec intelligence et drôlerie ». Dans Le Figaro, Olivier Delcroix qualifie le film de « conte orientaliste moderne » et estime que l'adaptation par Sfar de sa propre bande dessinée « surprend par sa maîtrise et sa cohérence ».
Les points négatifs soulevés par les critiques portent parfois sur la forme et parfois sur les imperfections du scénario. Dans une critique globalement positive, Julien Welter, dans L'Express, juge le film « plein d'élégance malgré un scénario parfois chaotique », qu'il rapporte à la difficulté de l'exercice d'une adaptation de cinq tomes de BD. Dans la critique moyenne qu'il signe dans L'Humanité, Gustavo Taterro juge que sur la forme le film est « plaisant, mais un peu lissé » par rapport à la bande dessinée, et il trouve que la 3D « manque cruellement de relief, ce qui est un comble ». Dans le quotidien Le Monde, Jacques Mandelbaum rédige l'une des critiques les plus défavorables, où il estime que « le relief y paraît une convenance d'un intérêt douteux, les dialogues sursignifiants pèsent de tout leur poids sur l'action, les voix manquent d'authenticité et de vie, le rythme traînasse, les gags s'émoussent », et où il attribue les défauts du scénario à « un manque de détermination dans le point de vue, qui veut manifestement trop embrasser et ne parvient qu'à mal étreindre ».

## Box-office
En France, Le Chat du rabbin sort la même semaine qu'une grosse production américaine, X-Men : Le Commencement. À Paris, où le film est exploité sur 20 copies, Le Chat du rabbin rassemble 905 spectateurs, soit le deuxième meilleur démarrage du jour, bien que loin des 3 126 entrées de X-Men. Exploité sur 243 copies dans le pays, le film réalise 173 060 entrées en première semaine, puis 120 678 entrées en seconde semaine avec 246 copies, puis 56 425 entrées sur 261 copies. Il cumule ainsi 350 163 entrées sur ses trois premières semaines d'exploitation. Le film réalise ensuite 40 722 entrées en quatrième semaine, puis 33 007 entrées en cinquième semaines, atteignant ainsi les 423 892 entrées au bout de cinq semaines.

## Autour du film
Durant le voyage en Afrique équatoriale, une scène montre une rencontre entre les personnages principaux du film et le héros de bande dessinée Tintin, caricaturé comme tenant un discours insignifiant et empreint de propos à connotations racistes, allusion à l'album Tintin au Congo. François Damiens, qui prête sa voix à Tintin, s'est inspiré des publicités des années 1940 pour composer un personnage de colon raciste et sûr de lui.

## Distinctions
Le Chat du rabbin est lauréat du Prix Spécial de la Fondation Gan pour le Cinéma (2008). Il remporte le Cristal du long métrage au festival d'Annecy en 2011. En 2012, il remporte le César du meilleur film d'animation lors de la 37e cérémonie des César.